# Associació Nacional de Comunistes i Republicans Electes
L'Associació Nacional de Comunistes i Republicans Electes (en francès: Association Nationale des Élus Communistes et Républicains, ANECR) és una associació francesa, fundada d'acord amb la llei de 1901, que té per objectiu reunir els càrrecs electes 
«comunistes i d'altres membres del Front d'Esquerra, emparentats, associats, republicans, organitzats o no en un partit». Cada membre de l'associació representa al seu grau local (regional, departamental o municipal).
De novembre de 2006 a novembre de 2010, el president de l'entitat fou André Chassaigne, diputat del PCF a Puèi Domat. De novembre de 2010 fins a novembre de 2016, el president fou Dominique Adenot, batlle del PCF a Champigny-sur-Marne. Des de novembre de 2016, el president és Patrice Bessac, batlle del PCF a Montreuil.
Als Pirineus Orientals, l'entitat es coneix com a ADECR'66 i una de les manifestacions més rellevant que ha realitzat ha estat la de declaració de solidaritat amb més de 712 batlles «perseguits per la justícia espanyola per haver-se compromès a organitzar el referèndum de l'1-O a Catalunya».